# Rijksbeschermd gezicht Doesburg
Gezicht Doesburg is een van rijkswege beschermd stadsgezicht in Doesburg in de Nederlandse provincie Gelderland. De procedure voor aanwijzing werd gestart op 25 juni 1971. Het gebied werd op 22 augustus 1974 definitief aangewezen. Het beschermd gezicht beslaat een oppervlakte van 67,9 hectare.
Panden die binnen een beschermd gezicht vallen krijgen niet automatisch de status van beschermd monument. Wel zal de gemeente het bestemmingsplan aanpassen om nieuwe ontwikkelingen in het gebied te reguleren. De gezichtsbescherming richt zich op de stedenbouwkundige en cultuurhistorische waardering van een gebied en wil het toekomstig functioneren daarvan veiligstellen.